# 西勝間田駅
西勝間田駅（にしかつまだえき）は、岡山県勝田郡勝央町黒坂にある、西日本旅客鉄道（JR西日本）姫新線の駅である。

## 歴史
- 1963年（昭和38年）10月1日：国鉄姫新線勝間田 - 美作大崎間に新設[1]。
- 1987年（昭和62年）4月1日：国鉄分割民営化に伴い、JR西日本の駅となる[1]。

## 駅構造

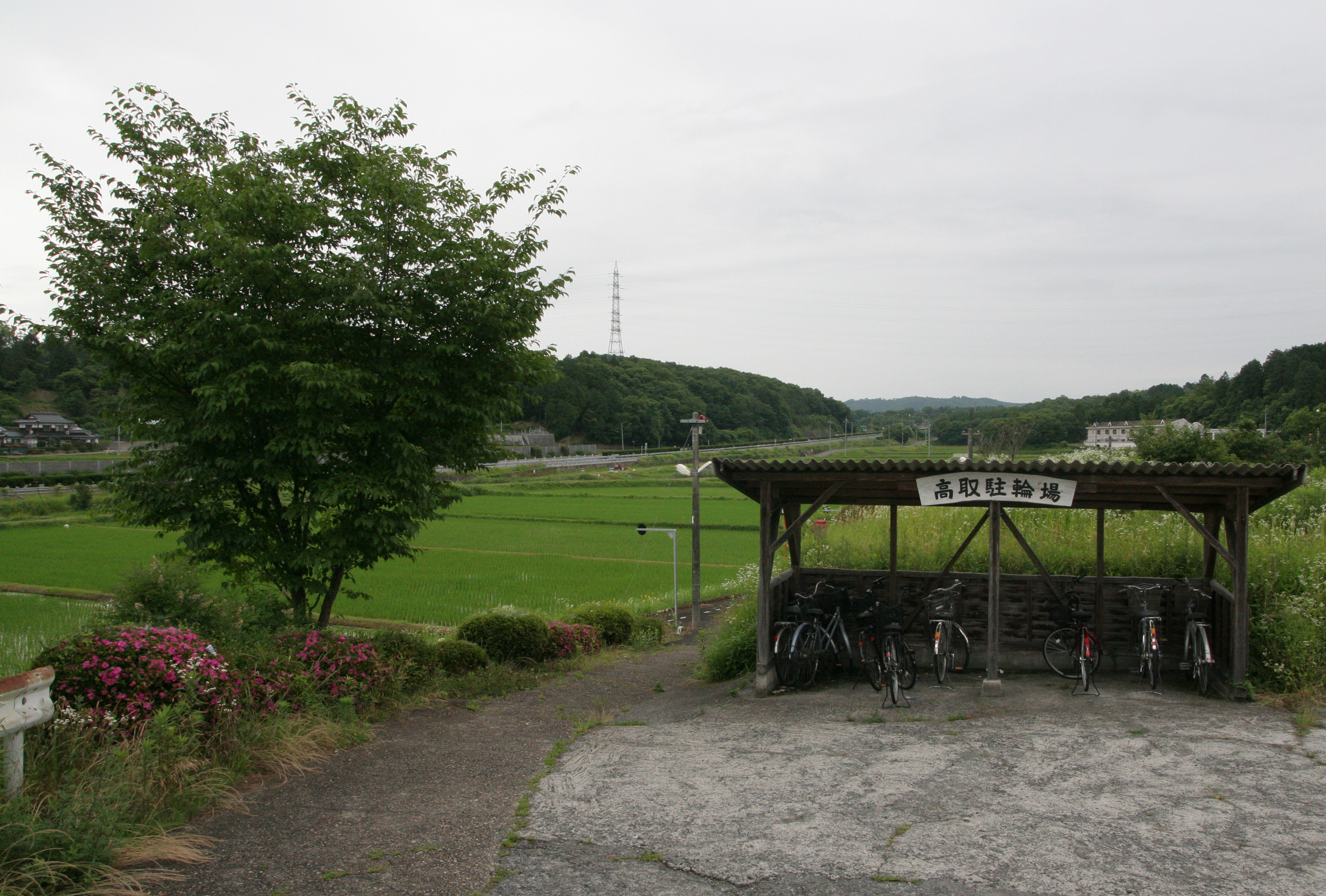
入口（2008年6月）

津山方面に向かって左側に単式ホーム1面1線を有する地上駅（停留所）である。棒線駅のため、津山方面行・佐用方面行双方が同一ホームに発着する。
津山駅管理の無人駅。駅舎と言えるものは無く、車道跨線橋脇の坂から降りる形で、直接ホームに入ることとなる。自動券売機も設置されていない。

## 利用状況
近年の1日平均乗車人員の推移は以下の通り。
| 乗車人員推移 | 乗車人員推移 |
| 年度         | 1日平均人数  |
| ------------ | ------------ |
| 1999         | 20           |
| 2000         | 17           |
| 2001         | 19           |
| 2002         | 21           |
| 2003         | 19           |
| 2004         | 27           |
| 2005         | 24           |
| 2006         | 22           |
| 2007         | 20           |
| 2008         | 20           |
| 2009         | 16           |
| 2010         | 17           |
| 2011         | 16           |
| 2012         | 16           |
| 2013         | 13           |
| 2014         | 18           |
| 2015         | 18           |
| 2016         | 15           |
| 2017         | 14           |
| 2018         | 12           |
| 2019         | 11           |
| 2020         | 9            |
| 2021         | 12           |

## 駅周辺
- 黒坂簡易郵便局
- 国道179号
- 岡山県道415号工門勝央線
- 中国自動車道 勝央サービスエリア
- 中鉄北部バス「黒坂」停留所

## その他
- 2008年（平成20年）に、駅待合室の座面及び運賃表に放火される事件が発生している。

## 隣の駅
西日本旅客鉄道（JR西日本）
 姫新線
■快速
通過
■普通
勝間田駅 - 西勝間田駅 - 美作大崎駅